# Umhlanga Rocksvuurtoren
De Umhlanga Rocksvuurtoren is een vuurtoren uit 1954 in Umhlanga nabij Durban in Zuid-Afrika.
In 1867 werd de vuurtoren van Point bij Durban gebouwd, maar deze werd in 1940 buiten dienst gesteld om de kustverdediging tijdens de Tweede Wereldoorlog niet te belemmeren. Om deze vuurtoren te vervangen, werden er twee nieuwe vuurtorens gebouwd, de Coopervuurtoren op Durban’s Bluff in 1953 en de Umhlanga Rocksvuurtoren in 1954. Deze vuurtorens waren al bij aanvang geautomatiseerd. De betonnen vuurtoren is wit geverfd met een rode bovenkant.
In 1988 werd een Zuid-Afrikaanse postzegel van 50 c uitgegeven met een afbeelding van de vuurtoren.